# Chlosyne flavida
Chlosyne flavida är en fjärilsart som beskrevs av Higgins 1960. Chlosyne flavida ingår i släktet Chlosyne och familjen praktfjärilar. Inga underarter finns listade i Catalogue of Life.